# Mary Poppins
Mary Poppins ist die Hauptfigur in Romanen der australischen Schriftstellerin P. L. Travers (1899–1996). Die englische Ausgabe erschien erstmals 1934 bei G. Howe in London. Die deutsche Erstausgabe erschien 1952 im Cecilie Dressler Verlag. Die Übersetzung stammt von Elisabeth Kessel.

## Romane
Mary Poppins ist ein mit magischen Fähigkeiten ausgestattetes Kindermädchen. Die vier Romane dieser Kinderbuchreihe weisen keine durchgehende Handlung auf, sondern sind eine Sammlung lose verknüpfter Geschichten. Die ersten drei Bände folgen einem ähnlichen Aufbau. Im ersten Kapitel kündigt Mary Poppins jeweils an, wie lange sie bleiben wird („Bis der Wind umschlägt“ in Band eins), und im letzten Kapitel erfüllt sich diese Vorhersage.
Wiederkehrende Themen in den einzelnen Kapiteln der ersten drei Bände:
| | Mary Poppins                           | Mary Poppins kommt wieder          | Mary Poppins öffnet die Tür          |
| --- | -------------------------------------- | ---------------------------------- | ------------------------------------ |
| Verzweiflung von Mr. und Mrs. Banks, weil sie ohne Kindermädchen überfordert sind; unvermutete erlösende Ankunft von Mary Poppins | 1. Ostwind                             | 1. Der Drachen                     | 1. Der fünfte November               |
| Besuch bei einem merkwürdigen Verwandten von Mary Poppins                                                                         | 3. Lachgas                             | 4. Kopfüber – Kopfunter            | 2. Mr. Klimperleins Wünsche          |
| Mary Poppins hilft einem Tier bei der Durchsetzung seiner Interessen                                                              | 4. Miss Larks Andy                     | 2. Miss Andrews Lerche             | –                                    |
| Mary Poppins erzählt ein Märchen                                                                                                  | 5. Die tanzende Kuh                    | 6. Die Geschichte von Robertson Ay | 3. Die Katze, die den König ansah    |
| Mary Poppins erteilt einem ungezogenen Kind mittels eines unheimlichen Abenteuers eine Lektion                                    | 6. Ein schlimmer Dienstag              | 3. Schlimmer Mittwoch              | –                                    |
| Einkauf bei einem merkwürdigen Bekannten von Mary Poppins                                                                         | 8. Mrs. Corry                          | 8. Allerlei Luftballons            | 5. Steckenpferde                     |
| Mary Poppins’ Gespräch mit dem Star über Babys                                                                                    | 9. Die Geschichte von Barbara und John | 5. Der Neuankömmling               | –                                    |
| Ein großes Fest mit vielen Tieren für Mary Poppins mit den Kindern als Ehrengästen                                                | 10. Vollmond                           | 7. Der Abendausgang                | 6. Flutwende                         |
| Ein Kapitel im Jahreszyklus geht zu Ende; in Mary Poppins’ ungewohntem Verhalten kündigt sich ihr Abschied an                     | 11. Weihnachtseinkäufe                 | 9. Nelly Rubina                    | 7. Frieden wahren und glücklich sein |
| Erfüllung von Mary Poppins’ Prophezeiung: Sie verlässt die Familie Banks                                                          | 12. Westwind                           | 10. Das Karussell                  | 8. Die andere Tür                    |

Der erste Band beginnt damit, dass Mary Poppins bei der englischen Familie Banks in London auftaucht. Die siebenjährige Jane, der fünfjährige Michael und die Zwillingsbabys John und Barbara erleben mit ihr wunderbare Abenteuer, jedoch behauptet Mary Poppins danach stets, dass diese überhaupt nicht stattgefunden und Kinder überhaupt zu viel Phantasie hätten. So plötzlich, wie Mary Poppins erscheint, verschwindet sie auch wieder.
In zwei weiteren Bänden („Mary Poppins kommt wieder“ und „Mary Poppins öffnet die Tür“) wird geschildert, wie sie wieder bei der Familie Banks erscheint, aber auch diese Male bleibt sie nicht lange. Im letzten Band („Mary Poppins im Park“) werden weitere Abenteuer erzählt, die laut einem Vorwort der Autorin bei einem der drei Aufenthalte von Mary Poppins stattfanden und für die in den früheren Büchern kein Platz gewesen sei.

## Adaptionen

### Film
1964 erschien der Walt-Disney-Film Mary Poppins, der in wesentlichen Teilen auf dem ersten Mary-Poppins-Roman basiert. Der Film erfuhr 2018 eine Fortsetzung (Mary Poppins’ Rückkehr).
1983 entstand in der Sowjetunion eine weitere Verfilmung Мэри Поппинс, до свидания! ‚Meri Poppins, do swidanija!‘ (Auf Wiedersehen, Mary Poppins!). Dieser zweiteilige Fernsehfilm war wie der Disney-Film ein Musical und basierte in wesentlichen Teilen auf den ersten beiden Büchern der Buchreihe.

### Musical
Im Jahr 2004 feierte ein gleichnamiges Musical, basierend auf dem Disney-Film, Premiere am Londoner West End. Seitdem hat das Stück mehrjährige Erfolge in London, am New Yorker Broadway und an anderen Spielstätten gefeiert.

## Rezeption in Fernsehserien
In der Episode „Das magische Kindermädchen“ (S08E13) der Zeichentrickserie Die Simpsons wird Mary Poppins unter dem Namen „Shary Bobbins“ parodiert. In der Fernsehserie What’s Up, Dad? gibt es ebenfalls eine Parodie. In Folge 93, „Die unglaubliche Mrs. Hopkins“, wird Mary Poppins von der Schauspielerin Betty White parodiert.

## Mary Poppins als Namensgeberin
Das 1962 gebaute Fährschiff Nils Holgersson der Lübecker Reederei TT-Line fuhr zeitweise unter dem Namen Mary Poppins.

## Buchausgaben
- Englische (und amerikanische) Erstausgaben:

Mary Poppins. Illustrationen: Mary Shepard. Peter Davies, London 1934. / Reynal & Hitchcock, New York 1934.
Mary Poppins. Überarbeitete Ausgabe. Illustrationen: Mary Shepard. Harcourt Brace Jovanovich, New York 1981. / Collins, London 1982.
Mary Poppins comes back. Illustrationen: Mary Shepard. Peter Davies, London 1935. / Reynal & Hitchcock, New York 1935.
Mary Poppins opens the door. Illustrationen: Mary Shepard und Agnes Sims. Reynal & Hitchcock, New York 1943. / Peter Davies, London 1944.
Mary Poppins in the park. Illustrationen: Mary Shepard. Peter Davies, London 1952. / Harcourt, Brace, New York 1952.
Mary Poppins from A to Z. Illustrationen: Mary Shepard. Harcourt, Brace & World, New York 1962. / Collins, London 1963.
Mary Poppins in the kitchen. A cookery book with a story. Fachliche Beratung: Maurice Moore-Betty. Illustrationen: Mary Shepard. Harcourt Brace Jovanovich, New York 1975. / Collins, London 1977.
Mary Poppins in Cherry Tree Lane. Illustrationen: Mary Shepard. Collins, London 1982. / Delacorte Press, New York 1982.
Mary Poppins and the house next door. Illustrationen: Mary Shepard. Collins, London 1988. / Delacorte Press, New York 1989.
- Deutsche Übersetzungen:

Mary Poppins. Übertragen von Elisabeth Kessel. Illustrationen: Horst Lemke. Dressler, Berlin 1952. ISBN 3-7915-3505-6 (als Dressler Kinder-Klassiker, Hamburg 1987).
Mary Poppins kommt wieder. Übertragen von Elisabeth Kessel. Illustrationen: Horst Lemke. Dressler, Berlin 1953. ISBN 3-7915-3511-0 (als Dressler Kinder-Klassiker, Hamburg 1988).
Mary Poppins öffnet die Tür. Übertragen von Elisabeth Kessel. Illustrationen: Horst Lemke. Dressler, Berlin 1954. ISBN 3-7915-3516-1 (als Dressler Kinder-Klassiker, Hamburg 1989).
Mary Poppins im Park. Übertragen von Elisabeth Kessel. Illustrationen: Horst Lemke. Dressler, Berlin 1955. ISBN 3-7915-3523-4 (als Dressler Kinder-Klassiker, Hamburg 1990).
Mary Poppins von A bis Z. Übertragen von Sybil Gräfin Schönfeldt. Illustrationen: Horst Lemke. Dressler, Berlin 1964.